# Kuorsumaanjärvi
Kuorsumaanjärvi este o arie protejată (arie de protecție specială avifaunistică — SPA) din Finlanda întinsă pe o suprafață de 226 ha, integral pe uscat.

## Localizare
Centrul sitului Kuorsumaanjärvi este situat la coordonatele 61°30′48″N 22°35′57″E / 61.5133°N 22.5992°E.

## Înființare
Situl Kuorsumaanjärvi a fost declarat arie de protecție specială avifaunistică în august 1998 pentru a proteja 38 de specii de animale.

## Biodiversitate
Situată în ecoregiunea boreală, aria protejată nu include niciun habitat protejat.
La baza desemnării sitului se află mai multe specii protejate de  păsări (38): rață sulițar (Anas acuta), gâscă de semănătură (Anser fabalis), stârc cenușiu (Ardea cinerea), rață-cu-cap-castaniu (Aythya ferina), rața moțată (Aythya fuligula), Aythya marila, buhai de baltă (Botaurus stellaris), șorecarul comun (Buteo buteo), bătăuș (Calidris pugnax), erete de stuf (Circus aeruginosus), lebădă de iarnă (Cygnus cygnus), șoimul rândunelelor (Falco subbuteo), cufundar polar (Gavia arctica), cocor (Grus grus), codalb (Haliaeetus albicilla), Hydrocoloeus minutus, pescăriță mare (Hydroprogne caspia), sfrâncioc roșiatic (Lanius collurio), Larus fuscus fuscus, pescăruș râzător (Larus ridibundus), Lyrurus tetrix tetrix, rață pestriță (Mareca strepera), rață catifelată (Melanitta fusca), rață neagră (Melanitta nigra), Mergellus albellus, vultur pescar (Pandion haliaetus), viespar (Pernis apivorus), notatița cu ciocul subțire (Phalaropus lobatus), corcodel-urechiat (Podiceps auritus), corcodel-cu-gât-roșu (Podiceps grisegena), cresteț pestriț (Porzana porzana), Spatula clypeata, rață cârâitoare (Spatula querquedula), chiră de baltă (Sterna hirundo), huhurezul mic (Strix uralensis), fluierar negru (Tringa erythropus), fluierar de mlaștină (Tringa glareola), fluierarul cu picioare roșii (Tringa totanus).
Pe lângă speciile protejate, pe teritoriul sitului au mai fost identificate 7 specii de păsări, 1 specie de amfibieni.